# Pamplona (Kolumbia)
Pamplona − miasto w Kolumbii, w departamencie Norte de Santander. W 2009 liczyło 50 573 mieszkańców.
W mieście rozwinął się przemysł spożywczy oraz włókienniczy.

## Miasta partnerskie
- Pampeluna, Hiszpania